# Parker Lewis – Der Coole von der Schule
Parker Lewis – Der Coole von der Schule (Originaltitel Parker Lewis Can’t Lose) ist eine US-amerikanische Comedy-Fernsehserie. Erstmals ausgestrahlt wurde sie in den USA von September 1990 bis Juni 1993 bei Fox. Die deutschsprachige Erstausstrahlung erfolgte im Februar 1993 bei ProSieben.

## Handlung
Die Serie handelt von den drei Freunden Parker Lewis, Mikey Randall und Jerry Steiner, die sich mit Witz und möglichst viel Coolness den absurden Problemen ihres Teenager-Lebens stellen. Besonders zu schaffen machen ihnen die tyrannische High-School-Rektorin Grace Musso und deren rechte Hand Frank Lemmer, der Schulschläger Larry Kubiac sowie Parkers jüngere Schwester Shelly.
In vielen Folgen müssen Parker, Mikey und Jerry einen ausgefallenen Plan entwickeln, um eine völlig verfahrene Situation zu retten. Typisch für die Serie ist der surreale, comicartige Witz: So besitzt Jerry einen Mantel mit unzähligen hilfreichen Gegenständen, Kubiac hat übermenschliche Körperkräfte und einen unterbelichteten, kindlichen Verstand, Miss Musso zerbricht durch Aufwerfen ihrer Bürotür regelmäßig die Scheibe derselben. Bei jeder Folge gab es zu Beginn einen Running-Gag, der meist am Schluss, nach dem eigentlichen Ende der Folge, nochmals aufgegriffen wurde. Typisch ist auch die Untermalung durch Reggaemusik.
Ab der dritten Staffel wurde der Fokus der Serie verändert: Die Handlung verlagerte sich aus der Schule in das Privatleben der Hauptcharaktere. So hat Parker nun eine feste Freundin namens Annie. Die Veränderungen wurden zwiespältig aufgenommen, da auch viele beliebte Elemente wie die Konflikte mit Miss Musso gestrichen wurden.

## Figuren
Parker Lloyd Lewis hat ab der zweiten Episode bis zum Anfang der dritten Staffel einen Seitenscheitel mit Tolle, trägt meist Hawaii-Hemden über Stoffhosen in Karottenform und weiße Turnschuhe. Er trägt seine Uhr wie Jerry Steiner rechts und arbeitet nach der Schule im elterlichen Videogeschäft Mondo-Video. Er erscheint grundsätzlich erst zur zweiten Unterrichtsstunde, was er mit absurden Ausreden (zumeist in Form von eingespielten gefälschten Fernsehberichten auf dem Fernseher von Miss Musso) entschuldigt. Er hilft Mikey in Liebesangelegenheiten und handelt mit Konzertkarten, Tonträgern, Süßigkeiten und Getränken. In der dritten Staffel kehrt er zu einer Frisur ähnlich der aus der Pilotfolge zurück. Ab da hat er auch die Spitznamen „Park“ und „Parky“ und es fehlt ihm gelegentlich die Coolness, um schwierige Situationen zu meistern.
Mikey Randall ist Parkers bester Freund. Sein dunkles gelocktes Haar ist nach oben toupiert. Dazu trägt er ausgewaschene Jeans, ein lässiges Hemd mit bis zu den Ellenbogen aufgekrempelten Ärmeln und zerschlissene Schuhe. Er spielt E-Gitarre und benutzt des Öfteren den Ausspruch „Coole Sache, Parker!“. Er arbeitet im Atlas Diner.
Jerry Steiner ist Parkers Assistent. Ihn zeichnen seine Nickelbrille, sein Mantel mit dem unerschöpflichen Repertoire an Gegenständen und die devote Grundhaltung aus. Er redet Parker mit „Mister Lewis, Sir“ an und erfüllt alle ihm gestellten Aufgaben. In brenzligen Situationen stößt er ein erschrockenes „Eeek!“ aus, woraufhin er meist blitzartig verschwindet. Der wiederholte Hinweis auf seine Bar Mitzwa zeigt, dass er aus einer jüdischen Familie stammt.
Shelly Lewis ist Parkers kleine Schwester und stets darauf aus, ihm eins auszuwischen. Dafür kooperiert sie auch mit Miss Musso. Parker kann die Streiche oft umdrehen, so dass Shelly die eigentliche Leidtragende ist. Sie war einst die Freundin von Jerry Steiner und auch schon in Mikey verliebt. Oft leidet Shelly unter der Beliebtheit ihres Bruders, der in einigen Folgen tatsächlich auch den großen Bruder spielt und ihr bei einigen Problemen hilft.
Francis Lawrence „Larry“ Kubiac ist bei 1,98 Meter Größe 140 bis 178 Kilogramm schwer und im Footballteam der Highschool. Er ist durch stampfende Laufgeräusche und eine heruntergepitchte Stimme charakterisiert. Er hat einen gigantischen Appetit, seine Intelligenz ist aber wenig ausgeprägt. Häufig ist er ein sanfter Riese. Er wird von Parker Lewis mitunter ein wenig manipuliert, um in seinem Sinne zu handeln. Ein wirkliches Vorführen findet aber nicht statt und Parker Lewis legt Wert auf freundschaftlichen Umgang mit ihm. Als Running Gag kommt es immer wieder zu Situationen, in denen Larry „Jetzt Hunger“ oder „Larry Hunger“ sagt und er daraufhin zumeist von Jerry Steiner mit einem kleinen zappelnden Fisch gefüttert wird.
Grace Musso ist die Rektorin der Highschool. Ihr ganzes Handeln ist darauf ausgelegt, die Schüler (und besonders Parker und seine Freunde) zu geißeln und zu disziplinieren. Typisch für sie ist das Aufwerfen der Bürotür, wenn sie einen Schüler zu sich bestellt hat. Dabei zerbricht immer die Scheibe in der Tür. Sie bevorzugt Männer mit großen Händen, was häufig erwähnt wird. In der dritten Staffel wird sie etwas sanftmütiger dargestellt, wenn ihr Hauptaugenmerk auf der Suche nach einem Ehemann liegt. Nachdem sie in Episode 68 „Musso – Die Hochzeit“ fündig geworden ist, stirbt ihr Gatte direkt nach der Trauung am Altar.
Frank Lemmer, Miss Mussos Lakai, hat sein Haar zu einem Zopf nach hinten gebunden und trägt immer schwarz. Wann immer Miss Musso ihn braucht, ist er zur Stelle. So alarmiert sie ihn unter anderem mit einer für den Menschen unhörbaren Hundepfeife, woraufhin er aus dem Unterricht verschwindet. Seine Versuche, Parker Lewis in die Pfanne zu hauen, gehen regelmäßig nach hinten los. Shelly, welche ähnliches mit Parker Lewis gerne machen würde, hält ihn für einen Vampir und arbeitet niemals mit ihm zusammen. Er wirkt in der dritten Staffel nicht mehr mit.
Dr. Norman Pankow, der Direktor der El-Corrado-Highschool, tritt erstmals in der ersten Staffel als Vertretung für die kurzzeitig suspendierte Miss Musso auf. Er versucht bei jeder Gelegenheit, sie zu übervorteilen.
Annie Sloan wird in der zweiten Staffel gelegentlich als Parkers feste Freundin gezeigt und gehört in der dritten Staffel zur Stammbesetzung. Sie beschäftigt sich gerne mit Kindern und sie ist eine Kupplerin.
Martin Lewis ist der Vater der Lewis-Geschwister. Er ging auch auf die Santo-Domingo-Highschool und stellt mit seinen zwei Freunden die ältere Version der drei Hauptfiguren dar. Er lebt für seinen Videoladen.
Judy Lewis ist die Mutter in der Familie Lewis. Als sie wieder studieren will, bringt sie das Familienglück in ernste Gefahr.
Nick Comstock ist ein Durchreisender, der im Atlas Diner einen Job annimmt und zu einer Art „Seelenklempner“ für Parker und seine Freunde wird. Er wirkt in der dritten Staffel nicht mehr mit.
Brad Penny ist Parkers Feind in der dritten Staffel, da er an Parkers Stelle für einen Streich zur Verantwortung gezogen wird. Shelly Lewis steht auf Brad Penny, den Maurer mit dem Geländewagen.
Coach Hank Kohler ist anfangs der dritten Staffel der Parkaufseher. Er wird im Laufe der Staffel zum besten Freund von Lawrence Kubiac und zum Besitzer des Atlas Diner. Hank verehrt Miss Musso, obgleich sie ihn immer wieder abweist.

## Gastauftritte
- Milla Jovovich – „Die besten Freunde“ („Pilot“)
- Ziggy Marley – „Mickey Randall, Superstar“ („Close, but no guitar“)
- Robyn Lively – „Greif zu, Tracy Lee!“ („G.A.G. Dance“)
- Luke Edwards – „Die Wette gilt“ („Science Fair“)
- Ozzy Osbourne – „Robo-Kub“ („Rent-A-Kube“)
- Barbara Billingsley und Jerry Mathers – „Porträt eines Videojunkies“ („Jerry: Portrait of a Video Junkie“)
- Josh Lucas – „Nutze den Tag“ („Jerry's First Date“)
- Shannon Tweed – „Rhetorik oder die Kunst der Verführung“ („The Undergraduate“)
- Cassandra Peterson – „Wenn Herzen schmerzen“ („Boy meets Girl II“)
- Dr. Joyce Brothers und Brittany Murphy – „Mambo-Träume“ („The Kiss“)
- Phil Hartman – „Lewis und Sohn“ („Lewis and Son“)
- Khrystyne Haje – „Das literarische Komplott“ („Educating Brad“)
- Weird Al Yankovic – „Operation Kalte Dusche“ („The Human Grace“)
- Ray Walston – „Der Alptraumtag“ („Parker Lewis Can't Win“)
- Vincent Schiavelli – „Der Zukunftsschock“ („Future Shock“)
- David Faustino als Bud Bundy – „Nicht die Nichte!“ („Musso & Frank“)
- Andrea Elson – „Nicht die Nichte!“ („Musso & Frank“)
- Earl Hindman – „Hank im Glück“ („Hungry Hearts“)
- Robert Englund – „Armer Schlucker“ („Citizen Kube“)
- Michael Dorn – „Gelegenheit macht Liebe“ („Swap Meet Customer“)
- Allison Joy Langer – „Nutze den Tag“ („Jerry´s First Date“)

## Synchronisation
Synchronfirma: Magma Synchron GmbH, Berlin
| Rolle                           | Schauspieler       | Deutscher Sprecher                                      |
| ------------------------------- | ------------------ | ------------------------------------------------------- |
| Parker Lewis                    | Corin Nemec        | Simon Jäger                                             |
| Mikey Randall                   | Billy Jayne        | Matthias Hinze (Staffel 1–2) Dietmar Wunder (Staffel 3) |
| Jerry Steiner                   | Troy W. Slaten     | Kim Hasper                                              |
| Direktorin Grace Musso          | Melanie Chartoff   | Liane Rudolph                                           |
| Shelly Lewis (Schwester)        | Maia Brewton       | Maxi Deutsch                                            |
| Francis Lawrence „Larry“ Kubiac | Abraham Benrubi    | Frank Schaff                                            |
| Dr. Norman Pankow               | Gerrit Graham      | Klaus Jepsen                                            |
| Annie Sloan                     | Jennifer Guthrie   | Dorette Hugo                                            |
| Nick Comstock                   | Paul Johansson     | Torsten Michaelis                                       |
| Frank Lemmer                    | Taj Johnson        | Timmo Niesner                                           |
| Brad Penny                      | Harold Pruett      | Sven Hasper                                             |
| Coach Hank Kohler               | John Pinette       | Santiago Ziesmer                                        |
| Donald Yemano                   | Tony Nittoli       | Oliver Rohrbeck                                         |
| Donna Sue Horton                | Julie Condra       | Ranja Bonalana                                          |
| Mr. Lewis (Vater)               | Timothy Stack      | Raimund Krone                                           |
| Mrs. Lewis (Mutter)             | Mary Ellen Trainor | Constanze Harpen                                        |

## Veröffentlichung
Insgesamt gab es 73 Folgen verteilt über drei Staffeln, die in den USA zwischen 1990 und 1993 ausgestrahlt wurden, im deutschsprachigen Raum erstmals zwischen 1993 und 1995 auf ProSieben, ORF 1 und im Schweizer Fernsehen.
Im November 2009 wurde die erste Staffel der Serie auf Deutsch als DVD veröffentlicht, Staffel 2 folgte im April 2010 und Staffel 3 im Mai 2011. Alle Boxen enthalten jeweils 5 Discs. Im November 2011 erschien eine Gesamtveröffentlichung aller drei Staffeln auf Blu-ray.  
Nach längerer Abstinenz im deutschen Sprachraum wurde die Serie ab 2010 wieder regelmäßig auf ORF eins ausgestrahlt. Im deutschen Fernsehen wurde die Serie erstmals nach 17 Jahren ab Januar 2016 auf RTL Nitro ausgestrahlt.